# Rover (chanteur)
Pour les articles homonymes, voir Rover.
Timothée Régnier, dit Rover, est un chanteur français, né le 24 septembre 1979 à Paris.
Il chante en anglais, langue qu'il maîtrise du fait de son enfance à l'étranger.

## Biographie
Timothée Régnier est fils d'expatriés et passe son enfance à New York à partir de l'âge de sept ans. Il fréquente le lycée français de New York avec une partie des futurs membres de The Strokes.

### Carrière
Il est expulsé du Liban en 2008 après l'expiration de son visa touristique après trois années passées à Beyrouth où il était membre du groupe punk rock franco-libanais The New Government. De retour en France, il lance le projet Rover. Ce nom fait, selon l'intéressé, davantage référence à ses nombreux voyages (son père travaillant pour une compagnie aérienne), qu'à la marque automobile homonyme, même si ses parents possédaient bien une Rover SD1.
Après un voyage à Berlin, il met à profit un hivernage solitaire dans une maison familiale des Côtes-d'Armor, pour développer ses nouvelles compositions. Il enregistre un premier EP quatre titres, publié en octobre 2011. Il s'occupe de tous les instruments et de la voix (aussi bien aiguë que grave), avec pour réalisateur Samy Osta. Son premier album, éponyme, sort le 27 février 2012 et a été enregistré en analogique. S'ensuit une tournée française de plus de deux cents dates débutée à Paris à La Maroquinerie en mars, entrecoupée par des participations à certains des plus grands festivals nationaux (Solidays, Francofolies, les Vieilles Charrues) et qui se termine, le 16 décembre 2013, par un concert solo au théâtre de l'Athénée (Paris).
Artiste prolifique, Timothée Régnier a également fait partie du groupe Haussmann Tree, duo formé avec son frère Jérémie (lui aussi membre de The New Government) entre 2009 et 2012. Il a également joué de petits rôles au cinéma. Enfin, on peut retrouver quelques-uns de ses morceaux sur la bande originale de plusieurs films (Montparnasse de Mikhaël Hers où il interprète aussi un rôle dans la troisième partie du film et Une aventure new-yorkaise d'Olivier Lecot en 2009, Le Jour de la grenouille de Béatrice Pollet et Les Yeux fermés de Jessica Palud en 2012).
En 2013, il signe la bande originale du film Tonnerre, réalisé par Guillaume Brac qui a déclaré s'être inspiré de la musique de Rover et même de son parcours personnel lors de l'écriture du film.
En novembre 2015, Rover publie Let It Glow, son deuxième album, suivi d'une tournée depuis le début 2016 se prolongeant toute l'année et début 2017. Un disque entièrement écrit et interprété par Timothée Régnier (sauf la batterie toujours tenue par Arnaud Gavini), enregistré en analogique au studio breton Kerwax, au cœur du Trégor, terre maternelle de Timothée. Fidèle à cette technologie, l'artiste y propose dix chansons.
Le 7 mai 2021, Rover publie son troisième album Eiskeller de 13 chansons dont le premier single To this tree est mis en ligne le 16 mars 2021, suivi du titre Wasted Love, le 16 avril 2021.

## Style musical et influences
Multi-instrumentiste (il est le seul musicien crédité sur l'enregistrement de son premier album) ayant aussi bien côtoyé le punk que la pop, Rover cite souvent The Beatles, The Beach Boys, Bob Dylan, David Bowie, Lou Reed, Serge Gainsbourg ou Interpol comme l'ayant inspiré dans la création de son projet musical. On[Qui ?] pense aussi à The Divine Comedy par le timbre de sa voix. Rover ajoute, cependant, qu'il trouve aussi son inspiration ailleurs que dans le rock. Il se passionne pour la musique classique, avec notamment Bach, la littérature avec les poésies d'Arthur Rimbaud, ou la peinture avec Vincent van Gogh.
Le deuxième album, plus conceptuel que le premier, est aussi plus diversifié avec des compositions qui explorent plus de possibilités mélodiques et l'on y note des références à Brian Wilson (travail sur les voix, ruptures mélodiques), John Lennon, mais aussi Pierre Henry (exploration du son) ou Interpol pour l'ambiance entre mélancolie et fièvre.

## Discographie

### EP
- 2012 : Rover (Cinq7)

1. Aqualast
2. Tonight
3. Birds
4. Joy

## Filmographie
Sauf indication contraire, les informations mentionnées dans cette section peuvent être confirmées par les bases de données cinématographiques IMDb et Allociné,  présentes dans la section « Liens externes ».
Au cinéma ou à la télévision, il est crédité tantôt sous son vrai nom, tantôt sous son nom de scène.

### Comme compositeur
- 2009 : Montparnasse de Mikhaël Hers
- 2010 : The Day Before Disclosure (documentaire) de Terje et Truls Toftenes
- 2011 : Le Jour de la grenouille de Béatrice Pollet
- 2013 : Tonnerre de Guillaume Brac
- 2013 : Alex Hugo (série télévisée) de Pierre Isoard, épisode La Mort et la Belle Vie (pilote)[réf. nécessaire]
- 2022 : Tom de Fabienne Berthaud

### Comme acteur
- 2009 : Montparnasse de Mikhaël Hers : Jeremy
- 2011 : Le Jour de la grenouille de Béatrice Pollet : Dylan

## Distinctions
- Prix Talent Tout 9 2013
- Victoires de la musique 2013 : nomination comme Victoire du groupe ou artiste révélation du public
- Victoires de la musique 2016 : nomination comme album rock de l'année pour Let It Glow